# Hüttenhof (Bad Salzungen)
Hüttenhof ist ein Ortsteil von Bad Salzungen im Wartburgkreis in Thüringen.

## Lage
Hüttenhof  befindet sich etwa 5 Kilometer Luftlinie nordöstlich vom Hauptort, am Rande des Moorgrundes bei Oberrohn. Östlich der Ortslage verläuft das Gleis der Werrabahn.
Die geographische Höhe des Ortes beträgt 300 m ü. NN.

## Geschichte
Als das Möhraer Gebiet durch Kupferbergbau zusätzliche Erwerbsmöglichkeiten bot, soll die Kleinsiedlung Hüttenhof entstanden sein. Zuvor soll neben diesem Ortsteil ein Hof Günthersbach bestanden haben. Der Hüttenhof bestand Mitte des 19. Jahrhunderts aus fünf Wohnhäusern und hatte 24 Einwohner. Er war administrativ mit Gräfendorf verbunden und nach Möhra eingepfarrt.
Die Mehrzahl der Einwohner arbeitet heute in der nahen Kreisstadt und in den Gewerbegebieten von Marksuhl und Eisenach.